# Alaocephala delarouzei delarouzei
Alaocephala delarouzei delarouzei é uma subespécie de insetos coleópteros polífagos pertencente à família Raymondionymidae.
A autoridade científica da subespécie é Ch. Brisout, tendo sido descrita no ano de 1861.
Trata-se de uma subespécie presente no território português.